# دين سميث (سياسي أسترالي)
دين سميث (بالإنجليزية: Dean Smith) هو مستشار سياسي وسياسي بريطاني وأسترالي، ولد في 15 مايو 1969 في برث في أستراليا. حزبياً، نشط في الحزب الليبرالي الأسترالي. وقد انتخب عضو مجلس الشيوخ الأسترالي ‏ عن دائرة أستراليا الغربية (2 مايو 2012 – ).